# José Sancho Granado

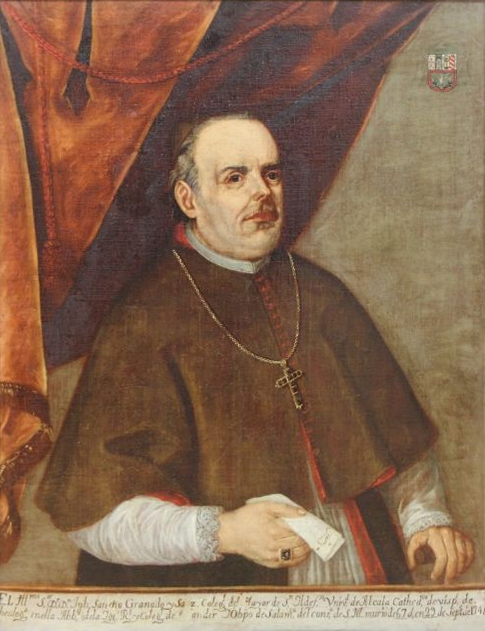
José Sancho Granado (c. 1740)

José Sancho Granado (Arganda del Rey, 11 de diciembre de 1681 - Salamanca, 29 de septiembre de 1748) fue catedrático de teología en la Universidad de Alcalá y obispo de Salamanca.

## Biografía
José Sancho Granado nació en Arganda del Rey (Comunidad de Madrid - España) el 11 de diciembre de 1681. Fue uno de los seis hijos de la familia constituida por Juan Sancho Granado y Antonia Sanz, que habían contraído matrimonio en Madrid en 1670.
A los diez años se trasladó para estudiar gramática y artes en la Universidad de Alcalá, graduándose en 1697 como bachiller. Fue alumno del Colegio Mayor de San Ildefonso de Alcalá de Henares y en tres cursos académicos distintos rector de la Universidad de Alcalá (1705-1706, 1709-1710 y 1711-1712). En 1714 obtuvo una canongía en la Iglesia Magistral de Alcalá de Henares, que supuso un primer escalón en la clerecía secular y la percepción de un salario fijo. Catedrático de Filosofía moral desde noviembre de 1719, en octubre de 1724 obtuvo la cátedra de vísperas de Teología, llamada cátedra del Maestro de las Sentencias, que ocupó durante un curso.
El 2 de septiembre de 1725 fue nombrado abad de la Colegiata de Santander, donde residió hasta octubre de 1729, cuando fue nombrado Obispo de Salamanca. Juan A. de Oruña Calderón tomó posesión en su nombre el 15 de marzo de 1730. Durante su pontificado le ayudaron dos paisanos y parientes, que formaron parte del cabildo catedralicio, los canónigos Manuel Salvanés y José Milano. En agosto de 1733 se celebraron las ceremonias para la bendición de la nueva catedral, a la que José Sancho donó el retablo de la Capilla del Cristo de las Batallas, obra de Alberto Churriguera en 1734, y el órgano barroco, obra del maestro Pedro Echaverría en 1744.
En 1748 fue nombrado reformador del Colegio Mayor de San Ildefonso. Pero el obispo falleció en Salamanca el 29 de septiembre de ese año. En su testamento pidió al cabildo salmantino que le enterraran en la capilla mayor de la Catedral, en el lado del Evangelio, inmediato a las gradas del presbiterio.

## Su casa en Arganda
En Arganda del Rey construyó una casa solariega, que aún se conserva en la calle San Juan n.º 28. 
La fachada es de estilo barroco madrileño; su portada está formada de pilastras cajeadas con frontón partido, sobre el que asienta un balcón rematado con el blasón heráldico del obispo en piedra. En su interior dispone de un patio columnado y una escalera monumental. Esta vivienda expresa su nivel económico y su estatus social.

## Obras benéficas
Entre sus obras benéficas destacan las orientadas a su ciudad natal: ayudó económicamente a jóvenes argandeños para que estudiaran en la Universidad de Alcalá, creó un pósito de trigo para los tiempos de carestía, y financió la construcción de la Capilla de San José en la Iglesia Parroquial. En su testamento ordenó, que tras su fallecimiento, la cuarta parte de sus bienes fueran repartidos entre los más pobres de Arganda del Rey.